# Schwarzer Einser
Schwarzer Einser (alemán; léase [ʃvaʁʦəʁ aɪ̯nsəʁ]) o 1 Kreuzer Negro es la primera emisión postal del Reino de Baviera y la primerísima de cualquiera de los territorios germanos actuales. Fue emitida el 1 de noviembre de 1849. Se imprimieron 832500 ejemplares de la estampilla en papel hecho a mano en la imprenta de la Universidad de Múnich.

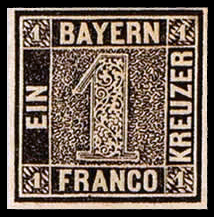
Schwarzer Einser (o 1 Kreuzer Negro) de Baviera, 1849

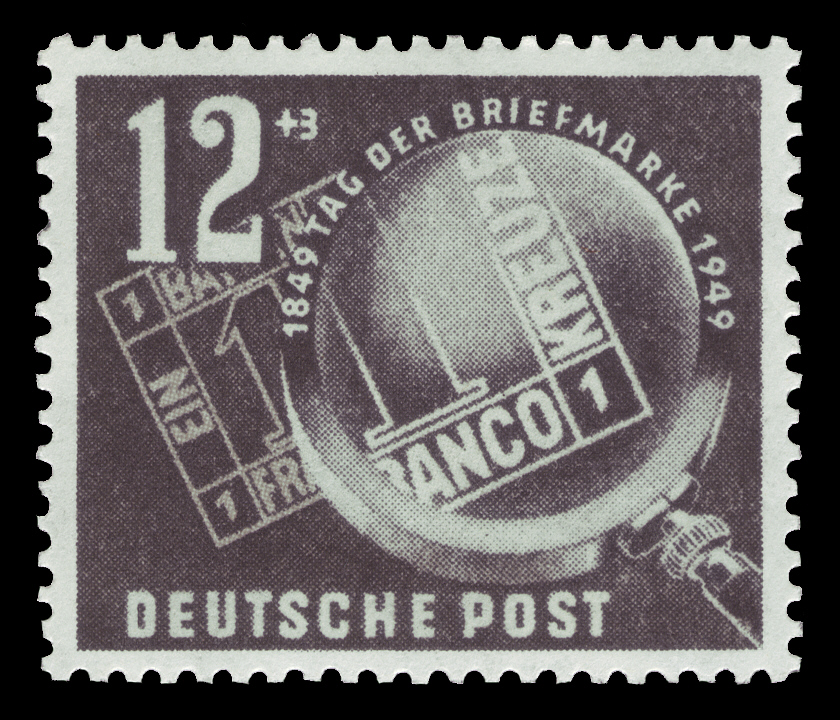
Schwarzer Einser. Día del sello postal. RDA, 1949, diseño Gravenhorst

En octubre de 1851 se retiraron de la venta los sellos, pero siguieron siendo válidos para franqueo hasta el 31 de agosto de 1864.
El diseño fue desarrollado por by Johann Peter Haseney, grabado por F. J. Seitz e impreso por J. G. Weiss; sus iniciales 'PH', 'S', y 'W' se ocultaron de acuerdo a Joseph de Heselle en el patrón floral del numeral como una precaución contra fraude. El sello es negro en el centro presenta una inscripción grande de la denominación. Después el grabado se removió a madera, que dio distorsiones de tamaño en la impresión. Hay variedades de la estampilla debido a daño en la prensa de grabado y el grabado mismo, tales como puntos de color y ángulos dañados.

## Serie postal y sobre raros

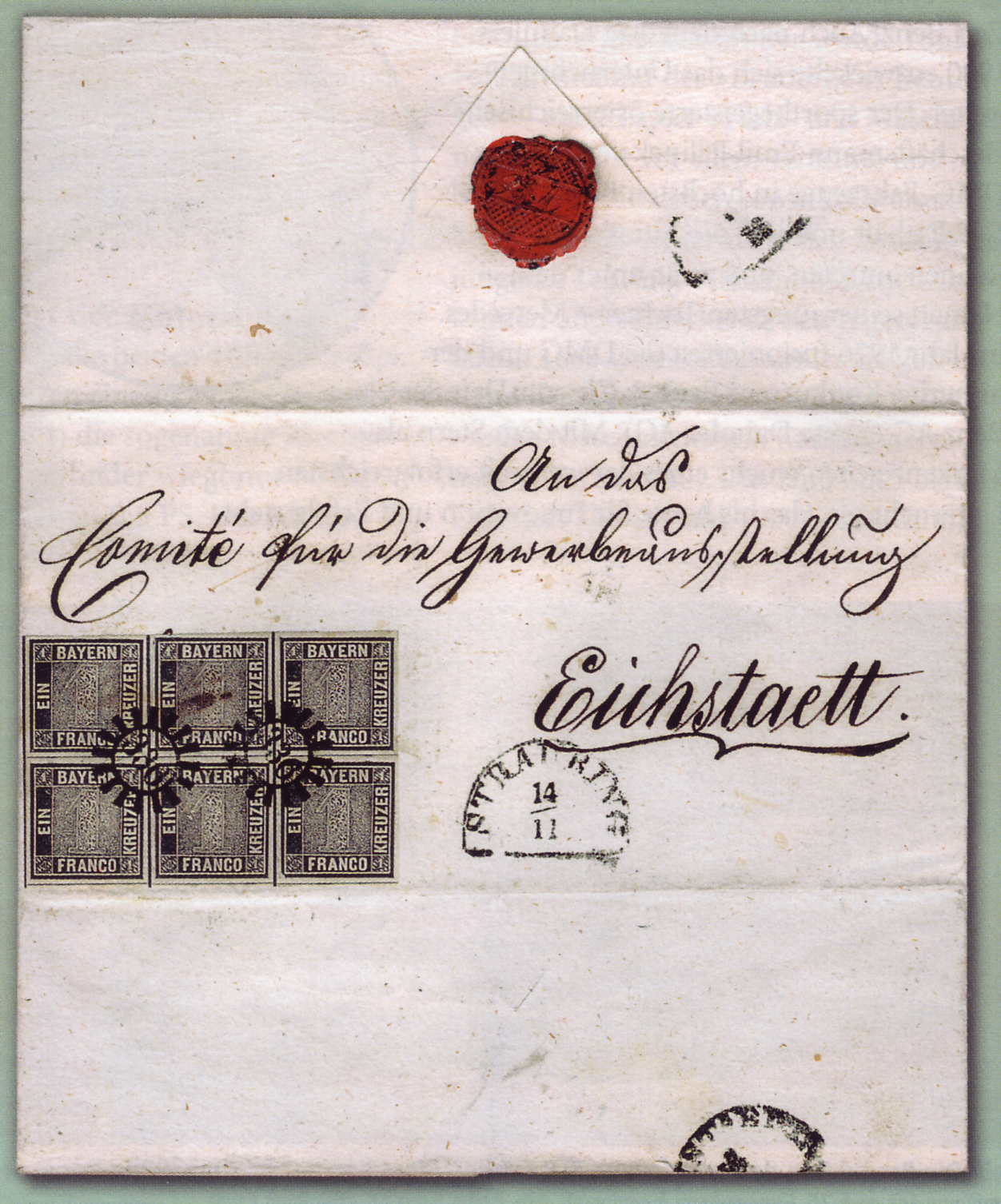
la carta Eichstätt

Una pieza especial es la llamada „Eichstätt Brief“ con la única serie de seis sellos del Kreutzer negro (Schwarzer Einser). Descubierto en 1958 en documentos antiguos de la ciudad de Eichstätt. Está hoy día museo de la comunicaciones de Berlín. (Sammler Magazine) post office-freshly: Das Philatelie-Journal (Oficina postal alemana), ed.enero/febrero de 2008, pag 27 Además hay una carta con dos brazen tires out Neustadt an der Aisch del 22 de noviembre de 2008 de una subasta bávara con el precio de 55000 € (+ Aufgeld). Además hay dos cartas cada una con 6 Kreuzer negros para la misma correspondencia, pegadas todas juntas.  

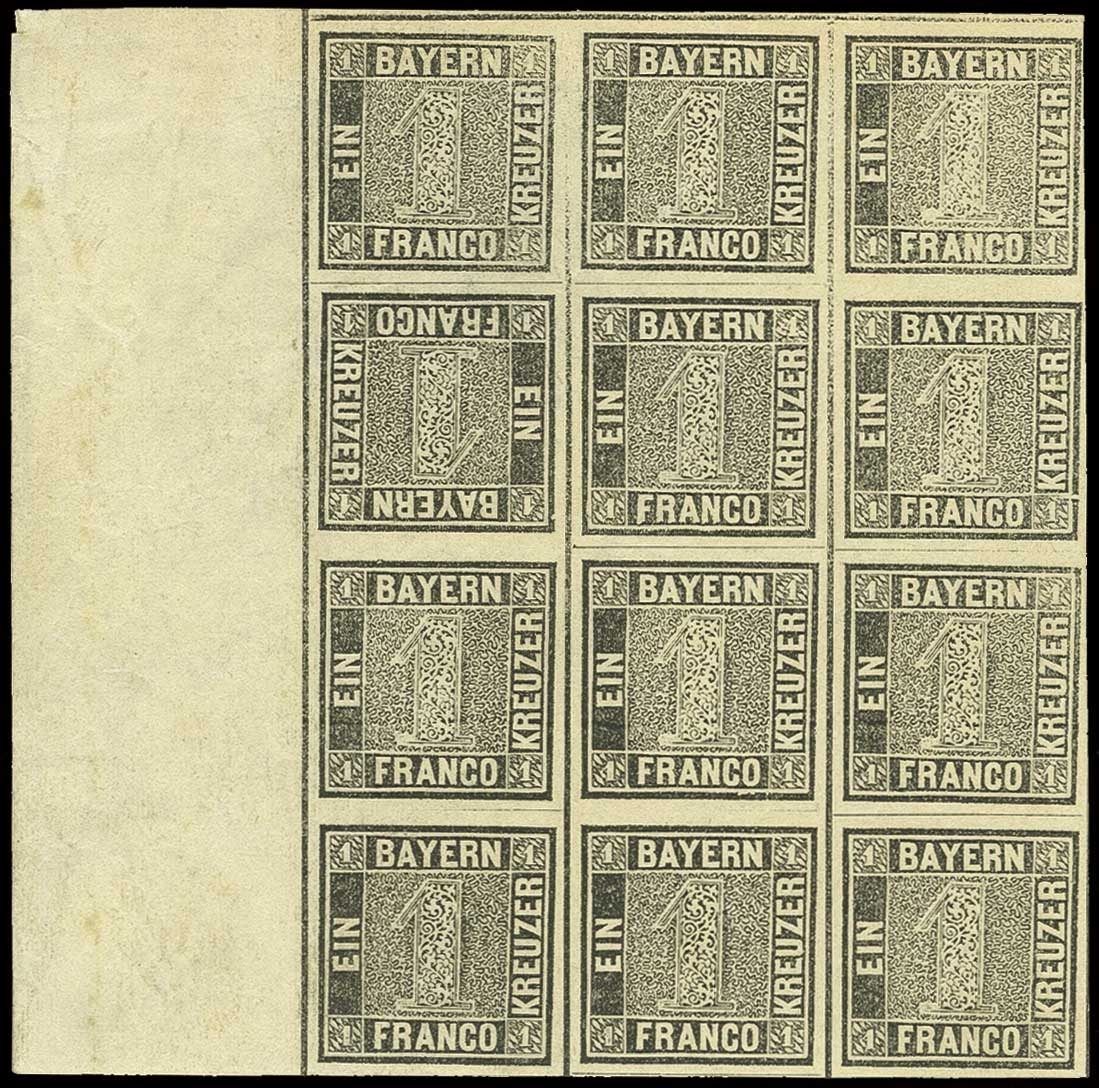
pliego con sellos verticales.

Un bloque con doce estampillas fue subastado en marzo de 2009 por Heinrich Köhler en 320000 euros. 
Lo especial de la serie es la versión sin timbrar de sellos en posición vertical. 

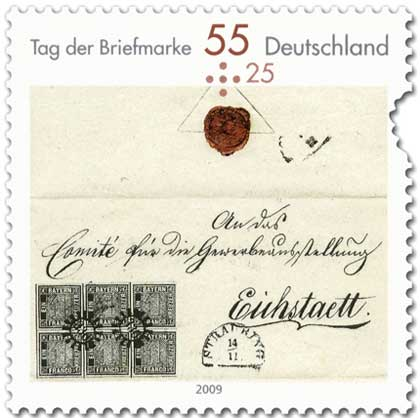
Eichstätt en una estampilla semipostal de 2009.

El 7 de mayo de 2009 la Deutsche Post emitió una conmemorativa para el día del sello postal ilustrando la carta Eichstätt. Este sello posee características de seguridad adicional, una encina en la perforación horizontal, además una numeración de pliego.